# Polityka Białej Australii

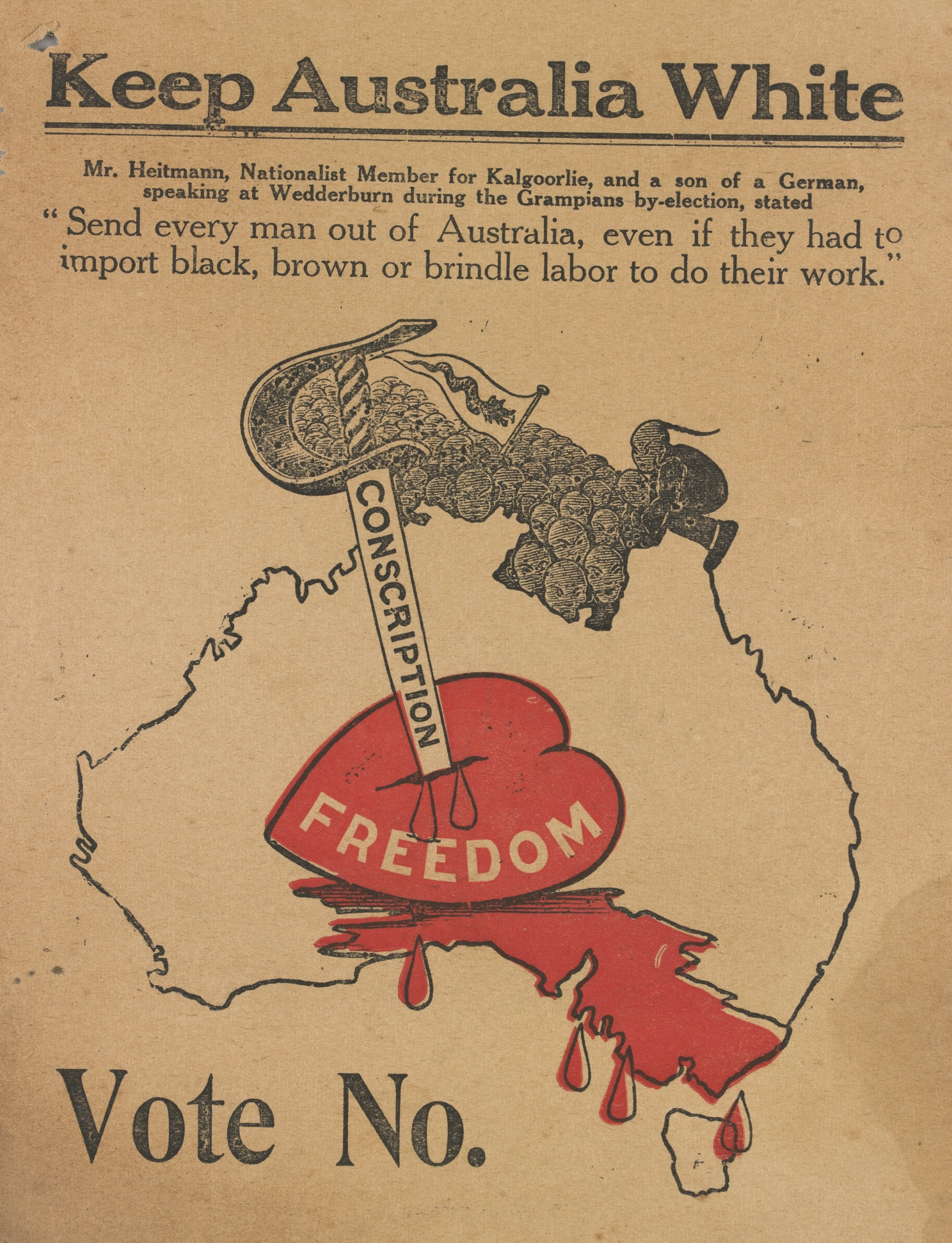
Utrzymać białą Australię, propagandowa ulotka z 1917

Polityka Białej Australii – działania władz australijskich w sferze imigracji, mające charakter restrykcyjny.

## Historia
W XIX wieku Australia odnotowała brak rąk do pracy. W związku z tym zaczęto sprowadzać pracowników z Chin oraz Kanaków. Od lat 80. XIX wieku związki zawodowe rozpoczęły akcję, której celem była ochrona „białego pracownika”. Następstwem było ustawodawstwo wszystkich stanów Australii, które do 1890 zabezpieczyły rasową czystość państwa (jednym z czołowych zwolenników tych działań był Alfred Deakin). W 1901 uchwalono ustawę, która wykluczała imigrantów spoza Europy (Immigration Restriction Act). Zakaz zatrudniania Kanaków oznaczał, że na początku XX w. byli deportowani na wyspy, z których pochodzili.
Polityka Białej Australii obowiązywała do lat 50. XX wieku. Została ostatecznie odrzucona na początku lat 70. XX wieku przez rząd, który stworzył Gough Whitlam.